# Battaglia di Clavijo
La battaglia di Clavijo è una battaglia leggendaria che si svolse secondo la tradizione il 23 maggio 844.

## Storia

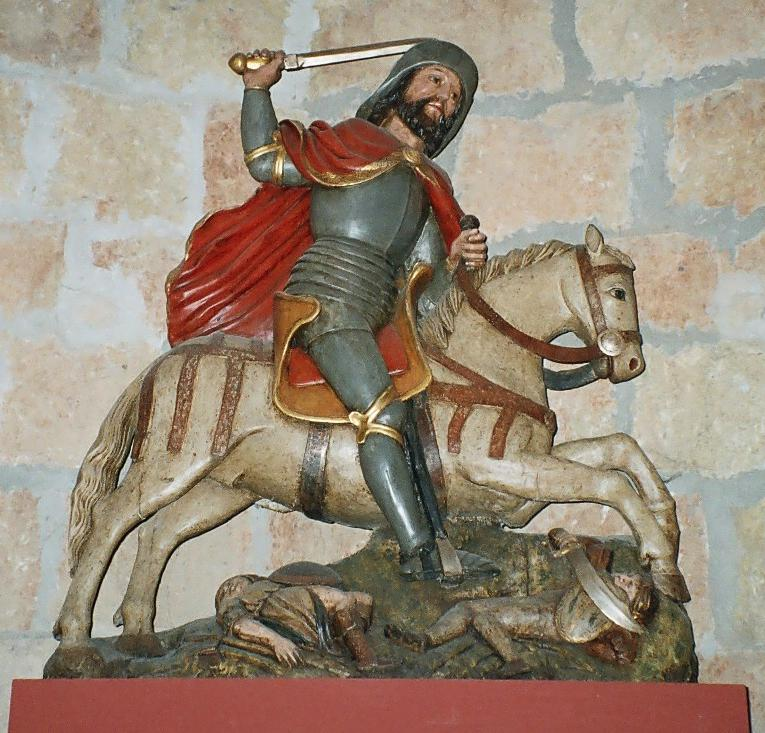
San Giacomo rappresentato come Matamoros

Divenne particolarmente famosa poiché è tradizione la partecipazione di San Giacomo (Santiago) nelle vesti di Matamoros (Ammazza-mori), che in sella ad un cavallo bianco, aiutò l'esercito asturiano contro le truppe islamiche, una leggenda che diede origine all'iconografia di Santiago Matamoros.
A seguito della battaglia in cui Ramiro I delle Asturie sconfisse l'emiro ʿAbd al-Rahmān II, il tributo annuo da versare a Cordova e consistente, secondo la leggenda, in 100 giovinette (per questo motivo il tributo si chiamava "delle cento donzelle"), iniziato con il regno di Mauregato delle Asturie, divenne il voto de Santiago, consistente in un tributo in denaro al santuario di Santiago di Compostela.
Secondo il Dizionario di Storia della Spagna, "l'esistenza di questa battaglia non è nemmeno competenza di uno storico serio". L'idea di una battaglia di Clavijo, con Santiago Matamoros, era il prodotto dell'immaginazione di una persona, un mistificatore, di cui non si conosce l'identità, anche se non risaliva all'VIII o al IX secolo. Tuttavia, la battaglia fu celebrata come un elemento di conformazione della storia nazionale spagnola (e per questo fu creata).